# أكبر حياتي (مقاطعة إقليد)
أكبر حياتي (بالإنجليزية: Mazraeh-ye Ali Akbar Hayati)‏ هي منطقة سكنية تقع في فارس في إيران.